# Pelzdesigner

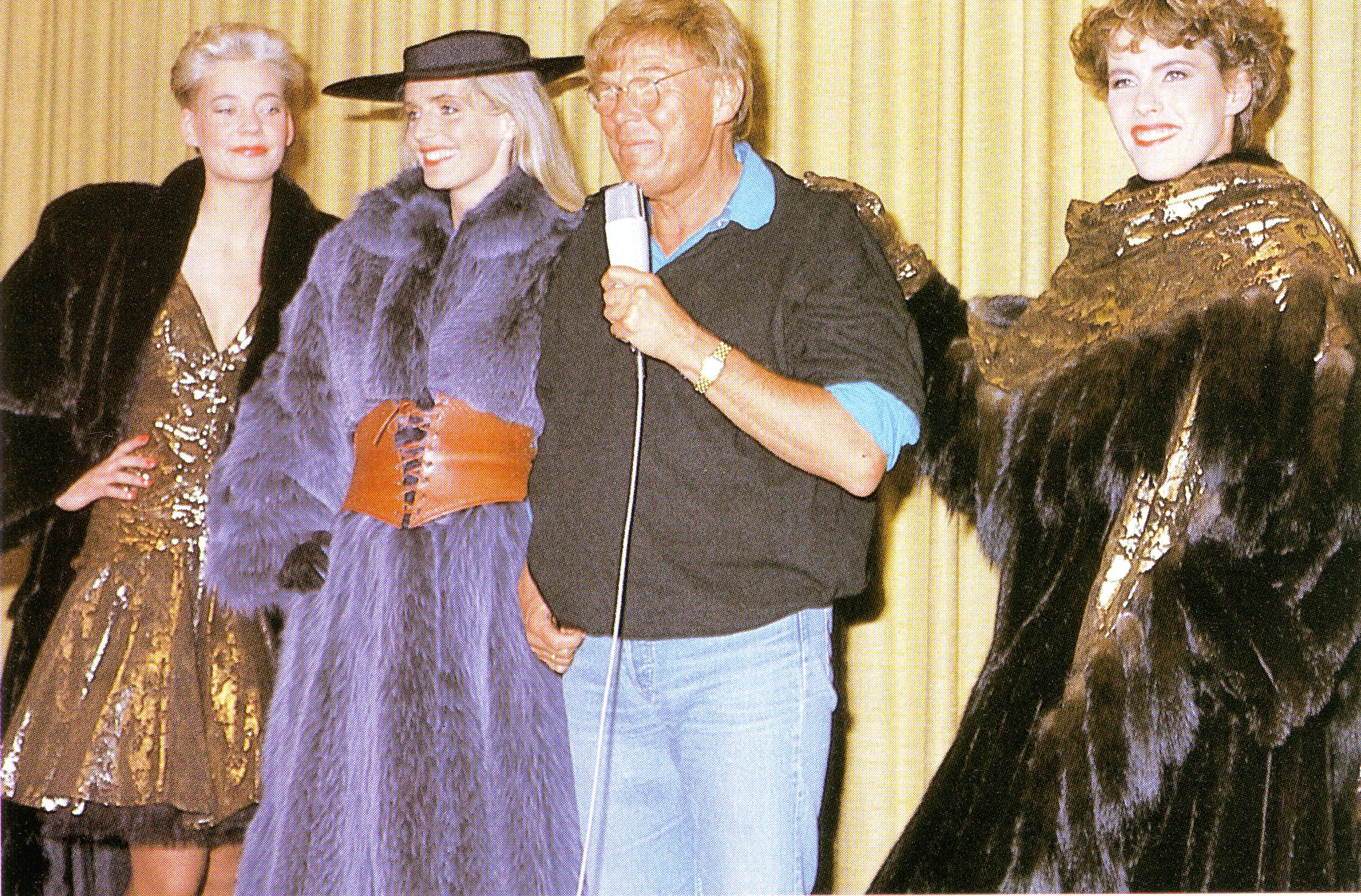
Pelzdesigner Kürschnermeister Dieter Zoern, Modellvorführung im Jahr 1986

Als Pelzdesigner werden Pelzprodukte entwerfende Mitglieder der Modebranche bezeichnet. Sie gehören zumeist zur Berufsgruppe der Kürschner, ansonsten der Modedesigner. Wie auch Modedesigner ist es keine geschützte Berufsbezeichnung.

## Allgemein
„Design“ stammt sprachgeschichtlich vom italienischen disegno, „Zeichnung“, ab.

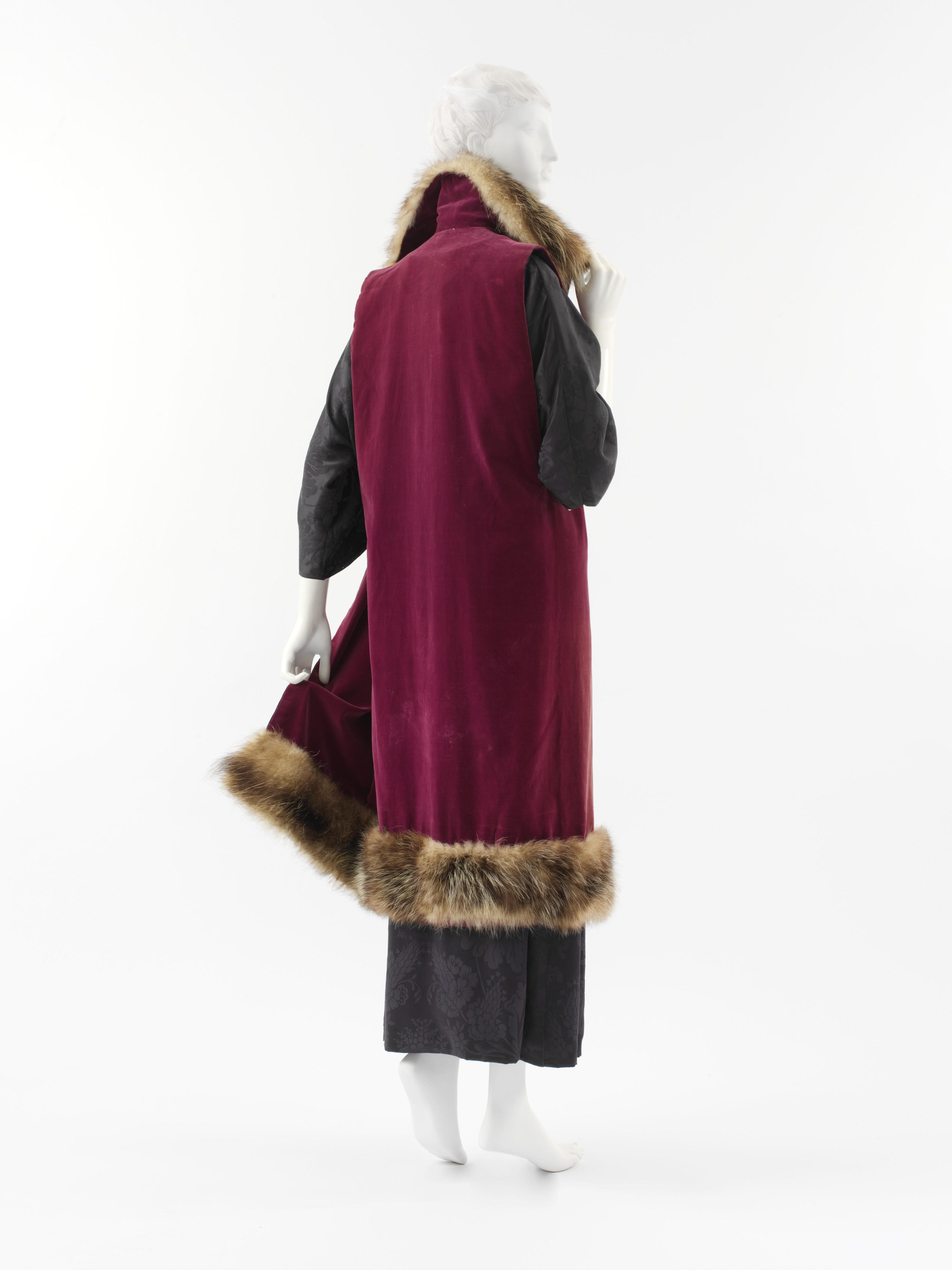
Mit Amerikanisch Opossum verbrämter Mantel von Paul Poiret (1912)

Seit den 1960er Jahren setzte sich im allgemeinen Sprachgebrauch das im Englischen seit dem 16. Jahrhundert geläufige Design gegenüber dem französischen Wort „Dessin“ durch. In den 1980er Jahren verbreiterte sich der Begriff auf viele Lebensbereiche. Die Modeautorin Charlotte Seeling erkannte als den ersten Modedesigner den Franzosen Paul Poiret (1879–1944). Der damaligen Mode entsprechend befanden sich Pelzbesätze, -verbrämungen und -muffe in seinen Kollektionen. Um die 1980er Jahre griffen die Pelzproduzenten den Begriff auf und erste Kürschner und Kürschnereien bezeichneten sich in ihrer Außendarstellung als Pelzdesigner. Seit den 1990er Jahren ist Designermode die gebräuchliche Bezeichnung für die Avantgardemode wie auch für exklusive Designermarken und für Prêt-à-porter.

## Vorgeschichte
Bezeichnungen wie Modeschöpfer, Designer oder ähnliche trafen anfangs für den Kürschner kaum zu, zumindest bis in das 20. Jahrhundert hinein.
Sieht man von den Lamm- und Ziegenfellmänteln der Bauernschaft ab, trat der Pelz erst in der zweiten Hälfte des 19. Jahrhunderts als selbständiges, mit dem Haar nach außen zu tragendes Bekleidungsstück in Erscheinung. In der Mode, weitgehend eine Trachtenmode, war er versteckt als wärmendes Innenfutter und zeigte sich nur als schmückende Verbrämung oder als Kragen, besonders in der Männer-, aber auch in der Frauenkleidung. Die dafür benötigte Stoffhülle entwarf und fertigte der Schneider. Daneben gab es, gegen Ende des Mittelalters beginnend, Kleinteile aus Fell. Eher als Kuriosum, aber modisch eigenständig, stach dabei das sogenannte Flohpelzchen hervor, ein in Tierform gearbeiteter Schal mit edelsteinverziertem Kopf für die Damen einer kleinen wohlhabenden Hof- und Bürgerschicht. Muffe für beide Geschlechter, Pelzschals und andere Kleinteile für die Damen kamen im 18. und 19. Jahrhundert hinzu.
Eine eigene Pelzmode entstand, als 1842, beginnend mit der ersten schwarzen Damen-Sealjacke, in der bürgerlichen Kleidung der Pelz mit dem Haar nach außen getragen wurde, als Nächstes folgte als Fellmaterial der, ebenfalls schwarze, Persianer. Mit den neuen Möglichkeiten entstand das Pelzmodellhaus. Diese Firmen waren meist in Weltstädten und Großstädten ansässig, in Paris, Mailand, Turin, Rom, New York, London und Wien, in Deutschland herausragend in München, Mannheim, Nürnberg und Hamburg. Diese Häuser waren die „Createure“ von Pelzmodellen und die Avantgardisten, die modische Pelztrends vorgaben. In Paris, dem Weltzentrum der Mode, entstand schließlich neben der Haute Couture die Haute Fourrure. Die Eigenständigkeit des Pelzes bestand lange jedoch vor allem in der besonderen Optik des Felles, nur selten in eigenen modischen Eskapaden. Selbst noch nach dem Zweiten Weltkrieg herrschte die Ansicht vor, dass ein so langlebiges und hochwertiges Produkt eine gewisse klassische Zeitlosigkeit aufweisen sollte. Bald begannen französische Modeschöpfer jedoch einen schnellen Modewechsel durchzusetzen, der auch an den Pelzen nicht spurlos vorbeiging. Die modische Umgestaltung von Pelzen gewann erheblich an Bedeutung.
Zuvor richteten sich die Berufsbezeichnungen des Pelzmachers nach seiner Tätigkeit, nach dem Material, das er verarbeitete oder dem gefertigten Produkt. Im Deutschen waren, das neben dem hauptsächlich mitteldeutschen Kürschner, bevorzugt in Nord- und Süddeutschland Namen wie „Pelzer“, „Pelzmacher“ und „Pelzwerker“, in Niederdeutschland „Büntner“, „Buntmacher“ und „Buntfütterer“. Der Zusatz „Bunt“ meint das grau-weiße Fehfell und besagte, dass der Kürschner nicht Lammfelle, sondern vor allem die feineren Fellarten verarbeitete. Durch den Einfluss der Schriftsprache setzte sich dann der Begriff Kürschner allgemein durch.

## Moderne
Der aus dem Englischen übernommene Begriff des Pelzdesigners war vor allem in Nordamerika gebräuchlich. In den USA wurden die einzelnen Schritte der Pelzfertigung schon Anfang des 20. Jahrhunderts, nicht nur in den Großbetrieben, sehr viel mehr von Spezialarbeitern ausgeführt als noch gegen Ende desselben Jahrhunderts in der übrigen Welt. In den USA entwarf 1952 der „Designer“ und nicht der Kürschner das Modell, bevor es in die Produktion ging. Die Schnittmuster in ihren unterschiedlichen Größen wurden eventuell bereits von einem weiteren Spezialisten gezeichnet, dem „pattern maker“. Das Pelzfachverzeichnis der Stadt New York des Jahres 1963 führt im Inhaltsverzeichnis 20 „Designer und Pattern Makers“ auf, von denen sich die meisten in ihren Inseraten als „Fur Designer“ bezeichneten, einer als „Fur Stylist“, einige davon waren Anbieter von Pelzkonfektion.
In einem US-amerikanischen Fachbuch hieß es 1948 in einer ausführlichen Berufsbeschreibung der dortigen Pelzdesigner unter anderem:

„Das Stilgefühl, die Schnittführung und die Anpassungsfähigkeit des jeweiligen Designers spielen eine ebenso wichtige Rolle. Zu den individuellen Designern gehören sowohl die Designer, die entweder in einem Großhandelsunternehmen oder in einem Einzelhandelsunternehmen für Pelzbekleidung angestellt sind, als auch, man könnte sie „Inhaber-Designer“ nennen, das heißt, Kürschner, die ihre eigenen Schnittmuster anfertigen oder die Schnittmuster kommerzieller Designer an die spezifischen Anforderungen ihres eigenen Geschäfts anpassen und die Anprobe und Änderungskorrekturen selbst vornehmen.“

Anfangs wurde im deutschsprachigen Bereich vor allem in der Presse der Begriff Pelzdesigner zur besonderen Heraushebung eines Pelzschaffenden gebraucht. Eine gebräuchliche Hervorhebung eines eher konservativ erscheinenden Kürschners war bis dahin unter anderem „Pelz-Couturier“, was auch als Eigenbeschreibung möglich war. Edelpelze Berger in Hamburg warb als „Pelzcouturehaus“ um 1966 mit seinem „zeitlosen Design“. In den Firmenbezeichnungen finden sich öfter Zusätze wie „Pelzmode“ oder ähnliche, das Wort Mode beinhaltende Ergänzungen. Spektakulärer waren in der Boulevardpresse Bezeichnungen wie „Pelzkünstler“, „Pelz-König“ oder „Pelz-Zar“. Ganz besonders häufig findet sich der Begriff Pelzdesigner, gelegentlich auch Pelz-König usw., zum Beispiel für den sehr medienpräsenten Modedesigner Alfredo Pauly (* 1955) in Bad Neuenahr.
Weder der Pelzdesigner noch das Wort Design steht in einem um 1950 erschienenen Pelzlexikon, wohl aber der Begriff Dessin. Eine frühe Erwähnung der Kürschner als Pelzdesigner findet sich in einer Zeitschrift der Pelztierzüchter aus dem Jahr 1977, allgemein  auf alle Pelzproduzenten angewandt. Im Juni 1978 beschloss die Mitgliederversammlung des Schulvereins der Bundes-Pelzfachschule in Frankfurt am Main, eine Klasse mit einer Spezialausbildung Pelz-Design einzurichten und im Modellversuch zu erproben. Der erste Teillehrgang endete im Juli 1979.
Kürschnermeister Dieter Scheibe in Laboe hat den Begriff „Pelzdesign“ seit der Erringung der ersten Goldmedaille beim Internationalen Design-Wettbewerb des deutschen Kürschnerhandwerks im Jahr 1985 in seinem Firmensignet. Die in der Vereinigung Initiative Pelzgestaltung V.I.P. zusammengeschlossenen Pelzanbieter warben 1989 erstmals gemeinsam in einer Werbeaussendung mit dem Designerbegriff: „Lassen Sie mal einen Designer an Ihren alten Pelz“, bezeichneten sich selbst allerdings als „kreative Kürschnermeister“, nicht als Pelzdesigner. Inzwischen scheint Pelz-Designer, meist mit Bindestrich geschrieben, mehr im Gebrauch zu sein als das althergebrachte Wort Kürschner. Auch in den Firmenbezeichnungen wurde zunehmend der Begriff Pelzdesign verwendet. Der jährliche Modellwettbewerb des deutschen Kürschnerhandwerks wurde erst 2006 in Design-Wettbewerb des deutschen Kürschnerhandwerks umbenannt.
In der DDR, wo Anglizismen wenig erwünscht waren, hieß Design bis in die 1970er Jahre „industrielle Formgestaltung“. Ab 1979 wurden zu den Leipziger Messen regelmäßig gut gestaltete Produkte mit der staatlichen Anerkennung Gutes Design ausgezeichnet, allerdings nur industrielle Serienprodukte. Seit 1979 wurde alljährlich am „Tag der Republik“ der „Designpreis der DDR“ an besonders talentierte Hochschulabsolventen und Kollektive vergeben. Für Kürschner gab es den Titel Anerkannter Kunsthandwerker, der mit einem einer Jury vorgelegten Teil erworben werden konnte und steuerliche Vorteile gewährte. Auch einzelne Kürschner hatten sich hiermit ausgezeichnet, in Sachsen waren das die Kürschnermeister Michael Kaufmann in Leipzig und 1987, kurz vor der Wende, sein Kollege Peter Margenberg in Riesa, in Berlin Christel Giesecke (* 1939).
Im Jahr 2004 wurde die Kürschnerei, zusammen mit anderen Berufen, ein zulassungsfreies Handwerk, es ist keine Meisterprüfung für die selbständige Ausübung mehr nötig. Eine Meisterprüfung kann jedoch weiterhin abgelegt werden. Bei den Betrieben ohne Meister ersetzt die Berufsbezeichnung „Pelzdesigner“ wohl in der Regel den einfacheren Begriff des früher auch schon auch nicht jedem geläufigen „Kürschner“. Bedingt durch den Rückgang des Pelzabsatzes fingen etwa um diese Zeit zunehmend mehr Betriebe an, sich im Sortiment breiter aufzustellen und wollen nicht mehr als Pelzspezialisten wahrgenommen werden. Bei ihnen verschwand der Begriff zumindest aus ihrer Werbung.
In der öffentlichen Wahrnehmung herausragende deutsche Pelzdesigner waren neben anderen Wolfgang Joop, Karl Lagerfeld zusammen mit den italienischen Fendi-Schwestern, Rudolph Moshammer und Dieter Zoern.